# Neville Lederle
Neville Lederle (Theunissen, Slobodna Država Oranje, 25. rujna 1938.) je bivši južnoafrički vozač automobilističkih utrka.

## Rezultati u Formuli 1
| Sezona | Momčad             | Šasija   | Motor             | Utrke | Pobjede | Podiji | Bodovi | Plasman |
| ------ | ------------------ | -------- | ----------------- | ----- | ------- | ------ | ------ | ------- |
| 1962.  | Neville Lederle    | Lotus 21 | Climax Straight-4 | 1     | 0       | 0      | 1      | 18.     |
| 1963.  | Neville Lederle    | Lotus 21 | Climax Straight-4 | 1 (0) | 0       | 0      | 0      | —       |
| 1965.  | Scuderia Scribante | Lotus 21 | Climax Straight-4 | 1 (0) | 0       | 0      | 0      | —       |